# Капсули

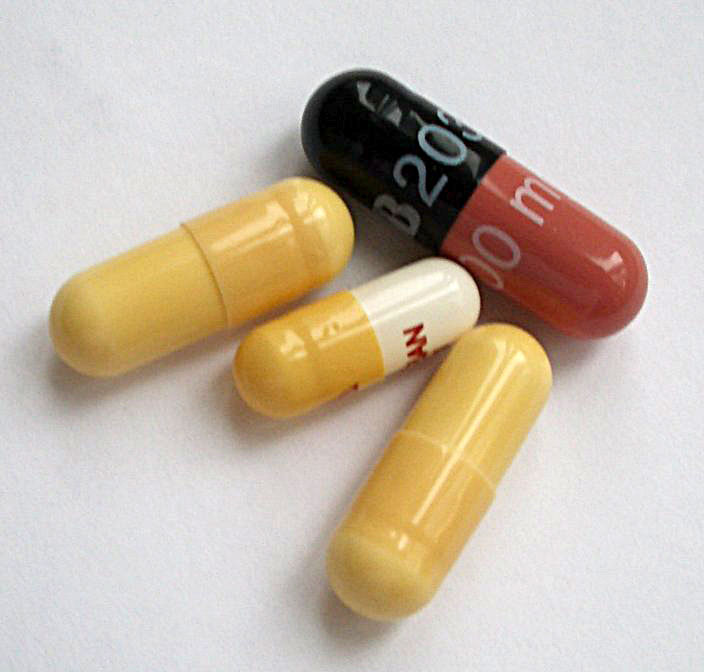
Тверді желатинові капсули

КАПСУЛИ (лат. capsula — букв. футляр, ящик). У фармації капсула — це тверда лікарська форма з м'якою чи твердою оболонкою, що містить одну дозу однієї або більше діючих речовин. Перші повідомлення про капсули як лікарську форму виявлені в Папірусі Еберса, датованому приблизно 1500 р. до н. е.
Наступне згадування — у 1730 р., коли венеціанський фармацевт де Паулі виготовив облатовану капсулу з метою «сховати» поганий смак чистого терпентину. Через 100 років (1833) у Парижі був виданий патент фармацевтам Моте і Дюблан, які застосували оригінальний спосіб одержання желатинових капсул — занурення шкіряних мішечків із ртуттю в розплав желатину. У 1874 р. Х'юбел із Детройта сконструював промисловий апарат для одержання капсул методом занурення і вперше були отримані капсули у великій кількості. Він також запропонував систему нумерації розмірів капсул.
Оболонку капсул виготовляють з желатину чи інших речовин, які можуть утворювати плівку з певними властивостями. До складу капсул також додають допоміжні речовини, що виконують різні функції: пластифікатори, антимікробні консерванти, стабілізатори, барвники, ароматизатори та ін. Капсули призначені для перорального, рідше для ректального, вагінального та інших шляхів уведення. Залежно від місця дії капсули поділяються на сублінгвальні, шлунково-розчинні, кишково-розчинні, ректальні, вагінальні. Окрему групу становлять капсули з регульованою швидкістю і повнотою вивільнення активної субстанції. Капсули з модифікованим вивільненням мають у складі вмісту чи оболонки (або в обох одночасно) спеціальні допоміжні речовини, призначені для зміни швидкості або місця вивільнення діючих речовин. Вони можуть бути виготовлені покриттям твердих або м'яких капсул кислотостійкою оболонкою або наповнені гранулами чи частками, покритими оболонками.
Капсули бувають тверді (лат. capsulae durae operculatae) або м'які (лат. capsulae molles). Оболонка твердих капсул складається з двох попередньо виготовлених частин, в яку інкапсулюють діючу речовину (речовини) зазвичай у твердому стані. Тверді капсули заповнюють після того, як цілком пройде весь технологічний процес формування, вони набудуть відповідної пружності й стануть твердими. М'які капсули одержали свою назву тому, що наповнювач вміщується у м'яку, ще еластичну оболонку в процесі їх виготовлення. Потім капсули піддаються подальшим технологічним процесам, у результаті яких початкова еластичність оболонки може втрачатися частково або повністю. Такі капсули мають цілісну (суцільну) оболонку, що буває еластичною або жорсткою. Іноді до складу оболонки м'яких капсул входить діюча речовина.
У м'які та тверді капсули можна вміщувати субстанції в незміненому вигляді, не піддаючи їх вологій грануляції, тепловому впливу, тиску, як у разі виробництва таблеток. Крім того, чинників, що впливають на процеси вивільнення й усмоктування лікарських речовин із капсул, значно менше, ніж в інших лікарських формах.
Широкі можливості призначення лікарських препаратів у формі капсул зумовили збільшення їх виробництва і споживання. Так, за кордоном серед дозованих лікарських препаратів промислового виробництва препарати в капсулах займають 3-тє місце після таблеток і ампулованих розчинів.
Інтерес до желатинових капсул пояснюється їх високою біодоступністю і цілою низкою переваг: вони мають гарний зовнішній вигляд; легко проковтуються; проникні для травних соків; лікувальна дія вмісту виявляється через 5-10 хв після введення; оболонка з желатину непроникна для летких рідин, газів, кисню повітря (що дуже важливо для зберігання засобів, які легко окиснюються); вміщення в оболонку зручне для відпуску речовин, що мають фарбувальний ефект або неприємний смак і запах, оскільки її руйнування і вивільнення діючих речовин відбувається в певному відділі травного тракту. Тому капсули дуже перспективні для застосування в педіатрії та геронтології. Різноманітний асортимент капсульованих препаратів виготовляють за кордоном. Капсулюють лікарські речовини різної хімічної природи і спрямованості дії, включаючи препарати рослинного походження, вітаміни, антибіотики та їх суміші в різноманітних комбінаціях з іншими речовинами, снодійні, протисудомні, транквілізатори, антигельмінтні, проносні, діуретики, анальгетики, складні комбінації вітамінів з мікроелементами. Особливо багато комбінацій ацетилсаліцилової кислоти з різними речовинами (аскорбіновою кислотою, атропіном, барбітуратами, камфорою, фенацетином, ефедрином та ін.). Крім лікарських препаратів, у капсули інкапсулюють різні харчові добавки, препарати для ветеринарії, косметичні засоби (ароматизатори для ванн, олії тощо).
Різновидом капсул є спансула — тверда капсула для внутрішнього застосування, яка може містити суміш гранул, мікродраже, мікрокапсул різного типу, здатних розчинятися у певному середовищі з різним часом вивільнення діючої речовини (речовин). В Україні номенклатура капсульованих препаратів знаходиться на стадії розвитку, розширюючись з кожним роком.
Капсули ректальні (лат. capsulae rectales) — дозована лікарська форма, що складається з діючих і допоміжних речовин, вміщених у м'яку оболонку, і призначена для ректального застосування. Вперше капсули ректальні були запропоновані для покриття проносних супозиторіїв у 1937 р. фірмою «Шерер», і тільки в 1980 р. у БТФ уведена стаття «Ректальні капсули», що встановлює вимоги до ректальних лікарських форм торпедоподібної форми. Особливе місце серед лікарських форм ректального призначення займають желатинові капсули ректальні, які мають високу біодоступність. Капсули ректальні мають форму витягнутої краплі об'ємом 0,6-1,8 мл і складаються з тонкого шару желатину, поверхня якого при змочуванні водою ослизнюється, що полегшує їх застосування. Такі капсули, на відміну від жирових супозиторіїв, стійкі в умовах підвищених температур (45-50 °С), значно швидше вивільняють лікарські речовини, не спричиняючи подразливої дії на слизову оболонку кишечнику. Желатинова оболонка захищає лікарські речовини від впливу факторів навколишнього середовища і має переваги перед супозиторіями, оскільки в ній можуть капсулюватися масляні розчини, суспензії, рослинні екстракти і т. д. Вивільнення лікарської речовини відбувається швидше і легше, ніж із супозиторіїв, оскільки під впливом слабоосновного секрету (рН 7,3-7,6) прямої кишки желатинова оболонка набухає й у такому стані навіть слабкої перистальтики стінки прямої кишки достатньо для її розриву у місці шва і вивільнення вмісту. Капсули ректальні желатинові відповідають усім вимогам до супозиторіїв і з успіхом застосовуються в медицині при проктологічних захворюваннях. Результати досліджень свідчать, що кількість лікарської речовини, яка проявляє необхідний терапевтичний ефект у капсулі, становить половинну дозу супозиторіїв, тому виробництво капсул ректальних дозволяє заощаджувати дорогі біологічно активні інгредієнти і знизити собівартість багатьох препаратів. Виробництво капсул ректальних желатинових автоматизоване і дозволяє замінити дорогу імпортну супозиторну основу — олію какао. Виготовлення капсул ректальних здійснюється на високопродуктивних автоматичних лініях, що працюють за принципом пресування. За кордоном виробляють капсули ректальні різної терапевтичної дії: протизапальні, противиразкові, протитуберкульозні, гормональні тощо. Капсули ректальні желатинові більш перспективні порівняно із супозиторіями з технологічної, біофармацевтичної й економічної точки зору.